# Silvia Farina Elia
Silvia Farina Elia (ur. 27 kwietnia 1972 w Mediolanie) – tenisistka włoska, zwyciężczyni trzech turniejów zawodowych w grze pojedynczej, reprezentantka w Pucharze Federacji.

## Kariera tenisowa
Oboje jej rodzice są agentami ubezpieczeniowymi. Treningi tenisowe rozpoczęła jako 10-latka, w gronie juniorów była finalistką konkurencji debla na French Open w 1989 (z Cathy Caverzasio). Karierę zawodową rozpoczęła w 1988. Po kilku latach startów głównie w turniejach niższej rangi w 1991 została sklasyfikowana w czołowej setce rankingu światowego, w tym samym roku debiutowała w seniorskich turniejach Wielkiego Szlema oraz była w finale turnieju cyklu WTA Tour w San Marino. W kolejnych latach balansowała między pierwszą i drugą setką rankingu, osiągając od czasu do czasu znaczące rezultaty; w 1994 w I rundzie French Open wyeliminowała Argentynkę Sabatini, w t.r. pokonała w Eastbourne Japonkę Date (nr 6 na świecie). W lutym 1995 awansowała do pierwszej pięćdziesiątki rankingu.
Przełomowy w jej karierze był rok 1998. Wystąpiła w czterech finałach turniejowych (m.in. w Warszawie po pokonaniu w dramatycznym, rozgrywanym dwa dni półfinale Magdaleny Grzybowskiej – Polka ostatecznie skreczowała przy stanie 2:4 w decydującym secie), odniosła dwa zwycięstwa nad rywalkami sklasyfikowanymi w czołowej dziesiątce rankingu (Coetzer i Tauziat); w listopadzie t.r., jako pierwsza Włoszka od czasu Raffaelli Reggi (w czerwcu 1990), została sklasyfikowana w najlepszej dwudziestce na świecie (jako nr 19).
Od tego czasu pozostała już w szerokiej czołówce światowej do końca kariery, tylko w 2000 wypadając na krótko z czołowej pięćdziesiątki. W 1999 pokonała Japonkę Sugiyamę w II rundzie French Open 6:4, 6:7, 11:9; mecz trwał 3 godziny i 29 minut, będąc jednym z najdłuższych pojedynków kobiecych w historii tego turnieju. W t.r. wraz z zespołem narodowym dotarła do półfinału Pucharu Federacji, odnosząc m.in. dwa zwycięstwa singlowe w meczu z broniącymi trofeum Hiszpankami; w półfinale pokonała Seles, co nie zapobiegło jednak porażce włoskiej reprezentacji z Amerykankami. Jesienią 1999 w Filderstadt Farina pokonała Czeszkę Novotną, dla której był to ostatni mecz w zawodowej karierze.
W 2001 doczekała się wreszcie zwycięstwa turniejowego – wygrała w Strasburgu, pokonując w półfinale Tauziat (która prowadziła już 6:3, 4:2), a w finale Niemkę Anke Huber w trzech setach. Strasburg okazał się najszczęśliwszym miejscem w jej karierze – obroniła tytuł w 2002 (w finale z Jeleną Dokić), a następnie w 2003 (w finale z Karoliną Šprem). W 2001 miała swój udział w bezprecedensowym sukcesie tenisa włoskiego, kiedy aż trzy Włoszki dotarły do IV rundy (1/8 finału) French Open (oprócz Fariny Rita Grande i Francesca Schiavone). W tym samym roku po raz pierwszy wystąpiła w kończącym sezon Masters, ale odpadła już w I rundzie z Sereną Williams. W maju 2002 osiągnęła najwyższą pozycję w karierze – nr 11; miejsce to jest zarazem najwyższym w historii kobiecego tenisa włoskiego. Rok później jedyny raz w karierze dotarła do ćwierćfinału wielkoszlemowego – na Wimbledonie (pokonała m.in. Chandę Rubin, przegrała z Belgijką Kim Clijsters w trzech setach). Drugi (i ostatni) występ w Masters zanotowała w 2002, ale ponownie przegrała w I rundzie, tym razem z Jennifer Capriati.
W kolejnych latach coraz częściej kończyła sezon przedwcześnie, prześladowana kontuzjami. Mimo to odnosiła dalsze wartościowe rezultaty, pokonując m.in. (jako jedyna zawodniczka) w 2005 obie siostry Williams i pozostając nieprzerwanie w czołowej trzydziestce rankingu światowego. W październiku 2005 zdecydowała się na zakończenie kariery sportowej. Jej ostatni występ turniejowy miał miejsce w belgijskim Hasselt, gdzie przegrała w I rundzie z Belgijką Kirsten Flipkens.
Należy wspomnieć także o udanych występach Fariny w grze podwójnej. Wygrała łącznie dziewięć turniejów cyklu WTA Tour (m.in. w Warszawie w 2004), w dalszych ośmiu dotarła do finału. W czerwcu 1999 została sklasyfikowana na pozycji nr 24 w rankingu deblistek. Poza Pucharem Federacji (w latach 1993–2004 wygrała 23 mecze, przegrała 11) reprezentowała Włochy na trzech olimpiadach (Atlanta 1996, Sydney 2000, Ateny 2004). 22 września 1999 wyszła za mąż za Francesco Elię, który był jej trenerem w ostatnich latach kariery.

## Finały turniejów WTA
| Legenda                | Legenda |
| ---------------------- | ------- |
| Wielki Szlem           |         |
| Igrzyska olimpijskie   |         |
| WTA Tour Championships |         |
| 1988 – 2008            |         |
| Kategoria I            |         |
| Kategoria II           |         |
| Kategoria III          |         |
| Kategoria IV           |         |
| Kategoria V            |         |

### Gra pojedyncza 13 (3-10)
| Końcowy wynik | Nr  | Data                 | Turniej       | Nawierzchnia | Przeciwniczka          | Wynik finału   |
| ------------- | --- | -------------------- | ------------- | ------------ | ---------------------- | -------------- |
| Finalistka    | 1.  | 21 lipca 1991        | San Marino    | Ceglana      | Katia Piccolini        | 2:6, 3:6       |
| Finalistka    | 2.  | 10 stycznia 1998     | Auckland      | Twarda       | Dominique Van Roost    | 6:4, 6:7, 5:7  |
| Finalistka    | 3.  | 26 kwietnia 1998     | Budapeszt     | Ceglana      | Virginia Ruano Pascual | 4:6, 6:4, 3:6  |
| Finalistka    | 4.  | 19 lipca 1998        | Warszawa      | Ceglana      | Conchita Martínez      | 0:6, 3:6       |
| Finalistka    | 5.  | 31 października 1998 | Luksemburg    | Dywanowa     | Mary Pierce            | 0:6, 0:2 krecz |
| Finalistka    | 6.  | 14 lutego 1999       | Prościejów    | Dywanowa     | Henrieta Nagyová       | 6:7, 4:6       |
| Finalistka    | 7.  | 6 stycznia 2001      | Gold Coast    | Twarda       | Justine Henin          | 6:7, 4:6       |
| Zwyciężczyni  | 1.  | 26 maja 2001         | Strasburg     | Ceglana      | Anke Huber             | 7:5, 0:6, 6:4  |
| Zwyciężczyni  | 2.  | 25 maja 2002         | Strasburg     | Ceglana      | Jelena Dokić           | 6:4, 3:6, 6:3  |
| Zwyciężczyni  | 3.  | 24 maja 2003         | Strasburg     | Ceglana      | Karolina Šprem         | 6:3, 4:6, 6:4  |
| Finalistka    | 8.  | 17 stycznia 2004     | Canberra      | Twarda       | Paola Suárez           | 6:3, 4:6, 6:7  |
| Finalistka    | 9.  | 22 lutego 2004       | Antwerpia     | Twarda       | Kim Clijsters          | 3:6, 0:6       |
| Finalistka    | 10. | 10 kwietnia 2005     | Amelia Island | Ceglana      | Lindsay Davenport      | 5:7, 5:7       |

### Gra podwójna 17 (9-8)
| Końcowy wynik | Nr | Data                 | Turniej          | Nawierzchnia | Partnerka           | Przeciwniczki                            | Wynik finału  |
| ------------- | -- | -------------------- | ---------------- | ------------ | ------------------- | ---------------------------------------- | ------------- |
| Finalistka    | 1. | 6 maja 1990          | Tarent           | Ceglana      | Rita Grande         | Elena Brioukhovets Jewgienija Maniokowa  | 6:7, 1:6      |
| Finalistka    | 2. | 11 lipca 1993        | Palermo          | Ceglana      | Brenda Schultz      | Karin Kschwendt Natalija Medwediewa      | 4:6, 6:7      |
| Zwyciężczyni  | 1. | 30 lipca 1995        | Maria Lankowitz  | Ceglana      | Andrea Temesvári    | Alexandra Fusai Wiltrud Probst           | 6:2, 6:2      |
| Finalistka    | 3. | 3 listopada 1996     | Moskwa           | Dywanowa     | Barbara Schett      | Natalija Medwediewa Łarysa Neiland       | 6:7, 6:4, 1:6 |
| Finalistka    | 4. | 5 stycznia 1997      | Gold Coast       | Twarda       | Ruxandra Dragomir   | Naoko Kijimuta Nana Miyagi               | 6:7, 1:6      |
| Zwyciężczyni  | 2. | 20 lipca 1997        | Palermo          | Ceglana      | Barbara Schett      | Florencia Labat Mercedes Paz             | 2:6, 6:1, 6:4 |
| Zwyciężczyni  | 3. | 12 lipca 1998        | Praga            | Ceglana      | Karina Habšudová    | Květa Hrdličková Michaela Paštiková      | 2:6, 6:1, 6:2 |
| Zwyciężczyni  | 4. | 9 stycznia 1999      | Auckland         | Twarda       | Barbara Schett      | Seda Noorlander Marlene Weingärtner      | 6:2, 7:6(2)   |
| Zwyciężczyni  | 5. | 19 czerwca 1999      | ’s-Hertogenbosch | Trawiasta    | Rita Grande         | Cara Black Kristie Boogert               | 7:5, 7:6      |
| Zwyciężczyni  | 6. | 11 lipca 1999        | Pörtschach       | Ceglana      | Karina Habšudová    | Olga Lugina Laura Montalvo               | 6:4, 6:4      |
| Finalistka    | 5. | 20 lutego 2000       | Hanower          | Twarda       | Karina Habšudová    | Åsa Carlsson Natalla Zwierawa            | 3:6, 4:6      |
| Zwyciężczyni  | 7. | 16 lipca 2000        | Palermo          | Ceglana      | Rita Grande         | Ruxandra Dragomir Virginia Ruano Pascual | 6:4, 0:6, 7:6 |
| Zwyciężczyni  | 8. | 26 maja 2001         | Strasburg        | Ceglana      | Iroda Tulyaganova   | Amanda Coetzer Lori McNeil               | 6:1, 7:6      |
| Finalistka    | 6. | 26 października 2003 | Linz             | Twarda       | Marion Bartoli      | Liezel Huber Ai Sugiyama                 | 1:6, 6:7      |
| Finalistka    | 7. | 15 lutego 2004       | Paryż            | Twarda       | Francesca Schiavone | Barbara Schett Patty Schnyder            | 3:6, 2:6      |
| Zwyciężczyni  | 9. | 2 maja 2004          | Warszawa         | Ceglana      | Francesca Schiavone | Gisela Dulko Patricia Tarabini           | 3:6, 6:2, 6:1 |
| Finalistka    | 8. | 8 stycznia 2005      | Gold Coast       | Twarda       | Maria Elena Camerin | Jelena Lichowcewa Magdalena Maleewa      | 3:6, 7:5, 1:6 |

## Finały juniorskich turniejów wielkoszlemowych

### Gra podwójna (1)
| Końcowy wynik | Rok  | Turniej     | Nawierzchnia | Partnerka        | Przeciwniczki              | Wynik finału  |
| Finalistka    | 1989 | French Open | Ceglana      | Cathy Caverzasio | Nicole Pratt Wang Shi-ting | 5:7, 6:3, 6:8 |